# Vocabulaire de l'argot français contemporain
 (octobre 2008).
Si vous disposez d'ouvrages ou d'articles de référence ou si vous connaissez des sites web de qualité traitant du thème abordé ici, merci de compléter l'article en donnant les références utiles à sa vérifiabilité et en les liant à la section « Notes et références ».
Le vocabulaire de l'argot français contemporain est formé de différentes manières :
- à l'instar de l'argot classique, par troncation et resuffixation (par exemple -os : musicien → musicos ; -oche : valise → valoche, télé → téloche et en français contemporain des cités (FCC) (cf. réf. Goudaillier) chicha [verlan de haschisch] → chichon ; reunoi [verlan de noir] → reunous ; taspé [verlan de pétasse] → taspèche).
- à l'instar de l'argot classique, par usage d'emprunts linguistiques (kif (haschisch), vient de l'arabe).
- par verlanisation (femme → meuf, énervé → vénère, sec → keus, arabe → beur → rebeu), un procédé déjà connu en argot classique (jobard → barjot).